# Douglas Muir (acteur)
Pour les articles homonymes, voir Douglas Muir.
Douglas Muir né le 5 novembre 1904 dans le district de Greenwich à Londres et mort le 30 novembre 1966 l'hôpital Brompton du quartier de Chelsea est un acteur britannique. Il est marié à Miriam Adams.

## Filmographie

### Cinéma
- 1952 : Le Mur du son : un contrôleur
- 1963 : L'Étrange Mort de Miss Gray : l'expert scientifique de la Police

### Télévision
- Chapeau melon et bottes de cuir : Supérieur de John Steed (11 épisodes, saisons 1-2).